# 敏感肌
敏感肌（びんかんはだ、英: Sensitive Skin）とは明らかな炎症はないが、ヒリヒリ、ピリピリ、チクチクといった感覚を生じる肌のことである。

## 定義
敏感肌という用語は1970年代に4-アミノ安息香酸 (PABA) の誘導体を含む日焼け止めに対して刺痛を感じたという報告から生まれ、2017年の国際かゆみ研究フォーラム (IFSI, International Forum for the Study of Itch) の声明では、敏感肌の定義とは、特に顔に起こる通常そのような反応を起こさない刺激に対して、不快な感覚、刺痛、熱感、痒みを起こしており、皮膚は正常に見えるか紅斑を伴っているというものである。1987年には化粧品不耐症と呼ばれたこともあった。
化粧品化学では、「敏感肌とは、明らかな皮膚科学的炎症を伴わないが化粧品塗布時にスティンギングを感じる肌」であり、スティンギングとはヒリヒリ、ピリピリ、チクチクといった感覚である。Berardesca の定義では「明らかな皮膚病変なしに、外界からの要因に対して、皮膚に不利、有害な反応が起こりやすい皮膚のタイプ」。
2005年時点の医師へのアンケートでは、39.4%が敏感肌というのは思い込みだと返答している。

## 検査法
敏感肌を判別する最初の検査法は、乳酸スティンギングであり、顔に刺激を感じる人を特定する方法であるが、敏感肌の人において一般的な他の成分に対する、例えばレチノイド反応が起こるかを特定することはできない。

## 有病率
有病率は、正確に鑑別されていない自己報告を含むが、女性で60-70%、男性で50-60%。日本、イタリア、フランスでは50%台の有病率があり、イギリスとアメリカでは女性の50%以上、男性の38%が敏感肌であると報告されている。

## 分類
池野宏によれば以下に分類される。
- 乾燥肌（乾皮症）
- 慢性接触性皮膚炎 - パッチテストでも陰性が出やすいが、化粧品に対して皮膚炎を起こしている[3]。
- 脂性肌（ニキビが出やすい） - このタイプに対しては欧米では敏感肌の1種とみなされており、Acne prone と呼ばれ、ニキビ肌用の化粧品が販売されている[3]。

また、ステロイド外用薬の安易な使用によって免疫力が低下し、こうした症状が悪循環に陥っていることがある。

## 治療
2019年のレビューでは、プロバイオティクス（善玉菌）の服用や含有クリームが有用だというランダム化比較試験 (RCT)、中国人女性の6割がフェノキシエタノールに刺激反応を起こしたというスクリーニングテストに続いて、トランス-tert-ブチルシクロヘキサノールを追加したRCTでは不快な刺激感を減少した。
池野は、アトピー性以外乾燥肌に炎症があれば非ステロイド系抗炎症薬やタクロリムスを使用し炎症を抑え、接触性皮膚炎ではパッチテストを使用し、乾燥肌と接触性皮膚炎、また脂性肌でステロイド外用薬を避けビタミンC誘導体のアスコルビン酸リン酸ナトリウムや、テトラヘキシルデカン酸アスコルビル (VC-IP) を使用してきた。